# Championnat de Picardie de football (USFSA)
Le championnat de Picardie de football est une compétition française de football, disputée annuellement entre 1903 et 1914 puis en 1919 et organisée par le Comité de Picardie de l'Union des sociétés françaises de sports athlétiques (USFSA).
Le Comité de Picardie regroupait essentiellement les clubs du départements de la Somme.
Le vainqueur de cette compétition régionale était qualifié pour le championnat de France à partir de 1903. Le meilleur parcours est obtenu en 1905 avec une demi-finale de l'Amiens Athlétic Club, qui a remporté le titre de champion de Picardie a dix reprises.

## Historique

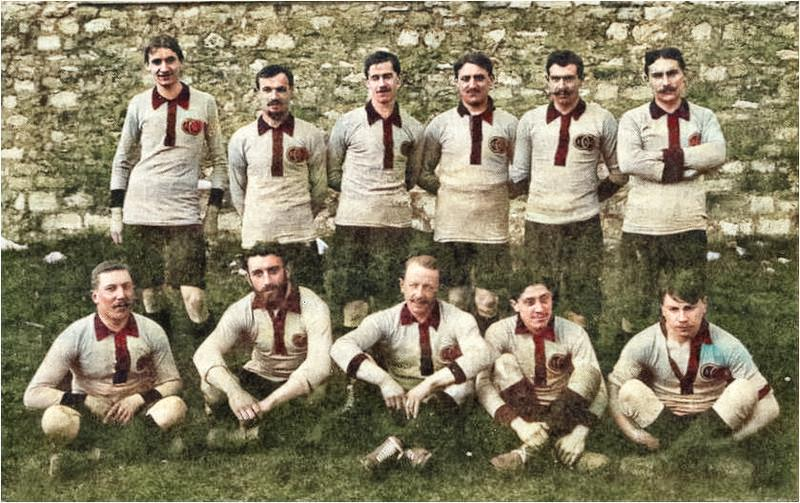
Équipe de l'Amiens AC en 1910.

## Palmarès
| Année | Champion                        | Parcours en championnat de France |
| ----- | ------------------------------- | --------------------------------- |
| 1903  | Amiens AC                       | Quart de finale                   |
| 1904  | Amiens AC                       | Tours préliminaires               |
| 1905  | Amiens AC                       | Demi-finale                       |
| 1906  | Amiens AC                       | Quart de finale                   |
| 1907  | SC abbevillois                  | Tours préliminaires               |
| 1908  | Amiens AC                       | Tours préliminaires               |
| 1909  | Amiens AC                       | 8e de finale                      |
| 1910  | Amiens AC                       | Quart de finale                   |
| 1911  | Amiens AC                       | Tours préliminaires               |
| 1912  | Amiens AC                       | 8e de finale                      |
| 1913  | Amiens AC                       | 8e de finale                      |
| 1914  | La Fraternelle d'Ailly-sur-Noye | Tours préliminaires               |
| 1919  | SVC Abbeville                   | 8e de finale                      |

## Détails par saison

### Saison 1902-1903
Pour la première édition du championnat de Picardie, l'Amiens Athlétic Club et l'Union sportive saint-quentinoise s'affrontent une première fois fin 1902.
L'Amiens AC remporte le championnat le 8 février 1903 en battant l'US saint-quentinoise par 2-0,,.

### Saison 1903-1904
L'Amiens AC remporte le championnat de Picardie en battant en finale l'US saint-quentinoise,.
| Finale aller | US saint-quentinoise | 1 – 2 | Amiens AC |  |
|              |                      | (–)   |           |  |

| Finale retour                | Amiens AC | 11 – 00 | US saint-quentinoise |                            |                            |
| Dimanche 6 mars 1904 14 h 00 |           | (–)     |                      | Arbitrage : Frédéric Petit | Arbitrage : Frédéric Petit |

### Saison 1906-1907
Pour la saison 1906-1907, l'Amiens Athéltic Club, le Racing Club d'Amiens et le Sporting Club abbevillois se disputent le titre dans un championnat par match aller-retour. L'Amiens AC perd son titre, au profit des Abbevillois.
| Rang | Équipe         | Pts | J | G | N | P | Bp | Bc | Diff |
| ---- | -------------- | --- | - | - | - | - | -- | -- | ---- |
| 1    | SC abbevillois |     | 4 |   |   |   |    |    |      |
| 2    | Amiens AC      |     | 4 |   |   |   |    |    |      |
| 3    | RC Amiens      |     | 4 |   |   |   |    |    |      |

### Saison 1913-1914
L'Amiens Athlétic Club et la Fraternelle d'Ailly-sur-Noye sont opposés le 18 janvier 1914 lors de la dernière journée du championnat de Picardie alors que les deux clubs sont en tête du classement. L'Amiens AC a joué la saison en changeant régulièrement ses joueurs de positions, ce qui provoque des doutes au journaliste du Progrès de la Somme sur la qualité de jeu de l'équipe. Néanmoins, l'Amiens AC possède avec Sellier et Bourdrel des « arrières puissants et sûrs » et des « demis scientifiques » comme Depoilly, Talbot et Cordier. Quant à la Fraternelle, elle détient d'« excellentes unités » dans sa ligne d'avant comme Sévin et Mareschal.
La rencontre a lieu sur le terrain de l'Amiens AC rue Henry Daussy à 14 h 30 devant un « public nombreux ». L'arbitre est le Tourquennois M. Bouillet, assisté de deux arbitres de touches et de deux arbitres de but. Les Amiénois ouvrent le score après dix minutes de jeu avant que les Aillysiens ne parviennent à tromper Leclerc, le gardien de l'Amiens AC. Après la mi-temps, la Fraternelle prend le jeu en main et marque à l'heure de jeu. Le score en reste à deux à un, ce qui permet à la Fraternelle d'Ailly-sur-Noye de remporter son premier titre de champion de Picardie,.

### Référence bibliographiques
- École de football de l'Amiens Athlétic Club, Le Football en Picardie et l'histoire de ses origines, Dessaint Doullens, 1948

1. ↑  Collectif, p. 32

- François Dubois, Naissance et essor du football à Amiens, Amiens, Encrage, coll. « Hier », 1992, 190 p. (ISBN 2-906389-36-6)

1. 1 2  Dubois, p. 63
2. ↑  Dubois, p. 181
3. ↑  Dubois, p. 182